# 里斯維克角
64°34′S 62°50′W / 64.567°S 62.833°W
里斯維克角（英語：Ryswyck Point）是南極洲的海岬，位於帕默群島中昂韋爾島的東端，由比利時探險隊發現和命名，該海岬現時由南極條約體系管理。